# 許瑋倫
許瑋倫（1978年11月13日—2007年1月28日），臺灣女演員。高職畢業於臺北市私立華岡藝術學校國樂科。大學畢業於淡江大學法國語文學系。2007年1月26日，因趕往南投廬山拍攝戲劇而致車禍重傷，兩天後傷重不治，得年28歲。許瑋倫生前未完成的遺作為華視八點檔偶像劇《太陽的女兒》，她於劇中前2集擔綱女主角；華視偶像劇《想飛》是她最後一部完整的戲劇作品。

## 生平

### 成長歷程
許瑋倫出生於屏東縣，幼年時期與雙親遷徙到台北市松山區定居。父母許世昌、林麗華以「偉大的倫理」命其名，但考量「偉」字過於男性化，協議後將該字改為「瑋」。她有一名弟弟許志瑋。她自幼稚園小班開始學習鋼琴和豎琴，並有登台表演的紀錄。她先後就讀台北市立敦化國民小學，國中就讀台北市私立復興中學。
高職時期，她進入臺北市私立華岡藝術學校，就讀國樂科。求學期間，她一度因人際互動不良而遭到霸凌。高職畢業後，她報考國立藝術學院（現改制為國立台北藝術大學），術科成績將近滿分，但因為學科差了0.5分而落榜。儘管母親鼓勵再度嘗試，她考量外語的重要性，選擇就讀淡江大學法國語文學系。除鋼琴、箜篌、豎琴外，許瑋倫也學習吉他、爵士鼓、二胡及作曲技巧。

### 嶄露頭角
打從國中時期，就有不少業者邀請瑋倫拍廣告，不過都遭許母以年紀過小而推謝，直到高二的暑假，許母才答應她拍攝可口可樂代理的飲料廣告–〈飛揚〉。2001年，尚就讀於淡江大學的瑋倫因為演出統一超商（7-Eleven）的電視廣告而受到矚目。同年第一次客串演出電視戲劇流星花園裡飾演阿香，之後演出王力宏的安全感歌曲MV裡的女主角，
2002年演出八大電視偶像劇《十八歲的約定》而正式出道，並於隔年因此劇入圍金鐘獎最佳女配角。隨後陸續在偶像劇天下無雙、偷偷愛上你、惡男宅急電、戀香、雙璧傳說、撞球小子、想飛等幾部戲劇演出，以及電影《向左走·向右走》中客串演出，早期也演出幾部歌曲MV，例如陳奕迅的抒情歌曲K歌之王，也在電視節目裡表演過彈豎琴，之後為出演的偶像劇戀香作一首鋼琴曲叫《無私的默契》。
許瑋倫在演藝圈內有相當好的人緣，其中關係較親密的有王心凌、楊丞琳、賀軍翔、鄭元暢、黃子佼、黃嘉千及林依晨等人，有的是因為共同拍戲而認識，有的則是化妝師及髮型設計師是同一個人，演藝圈內她的好友時常叫她仙女。

### 慈善公益
1. 2004年敏督利颱風過後，各地災情慘重，瑋倫於同年7月16日將自己所使用過的舊衣進行義賣，所得全數捐給災民。
2. 2004年12月18日，瑋倫出席台北市中山區兒童育樂中心（該中心現已搬遷）舉辦的血友病童公益活動，並親自為其施行注射，以示勉勵。
3. 2006年10月21日，瑋倫前往三峽，代言電影小紅帽，並與喜憨兒共同裝飾糖果屋。

### 車禍身亡

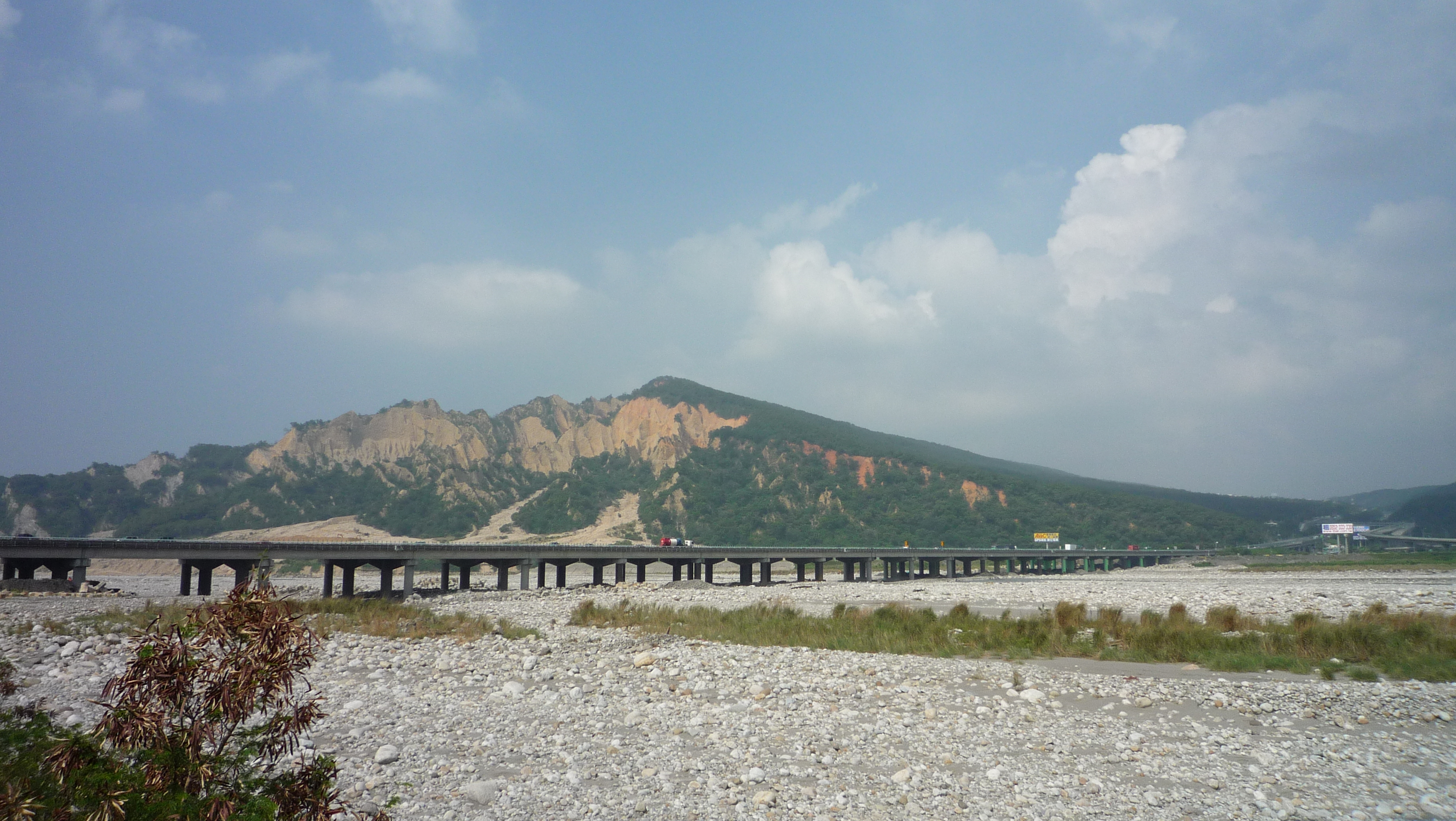
中山高速公路大安溪橋是許瑋倫車禍事發處。背景的山頭為火炎山。

2007年1月26日，許瑋倫因隔天要在南投廬山拍攝戲劇《太陽的女兒》，之後乘坐由暱稱小烏龜的助理林怡妏駕駛的MINI Cooper車子，路過中山高速公路南下155.5公里處苗栗三義往台中后里下坡路段（但橋面為平地，離坡腳尚有一段距離），因疲勞駕駛，在大安溪橋上前輪騎上內側護欄頂端後瞬間下跌，造成左前輪爆胎，接著林怡妏將車移到最外側車道和路肩之間斜停，再被後方1輛大貨車追撞上來，造成車體嚴重扭曲變形，這三分鐘，林怡妏試圖聯絡臺中市政府消防局第五救災救護大隊后里分隊請他們派員前來協助，惜無人接聽。
救護員黃國進當時負責駕駛救護車趕往台中澄清醫院，另一救護員鍾邦建在救護車上沿途為許瑋倫使用心肺復甦術，他指出，替瑋倫清除口中異物時，她已不斷嘔吐。這場車禍造成許瑋倫重傷及林怡妏輕傷，車尾扭曲變形，坐椅血跡斑斑，椅背側邊的安全氣囊爆開。
許瑋倫送醫時昏迷指數3，2天為她輸血1萬多毫升，因顱內出血造成腦水腫壓迫腦幹，血氧濃度不斷下降，影響呼吸、血壓及心跳等功能，2007年1月28日17:09停止心跳，急救148分鐘後，雖然短暫恢復心跳，於19:37分宣告不治，得年28歲。
由於負責開車的林怡妏傷勢並不重，因此懷疑可能是因為許瑋倫沒有繫好安全帶而遭受強力撞擊；但內政部警政署國道公路警察局第三公路警察大隊泰安分隊分隊長在新聞記者訪問時卻否認沒繫，而助理林怡妏事後第四次偵訊才坦承是她開車，說詞反覆不定之後列為被告，而大貨車司機被臺灣苗栗地方法院判刑7個月。

### 後事

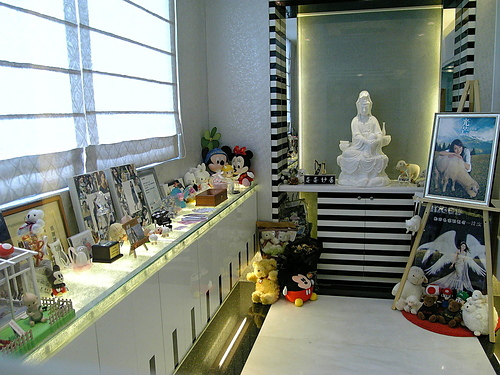
蛋蛋妙居

許瑋倫遺體於2007年2月8日家祭後火化，安放於新北市萬里區福田妙國生命紀念館內瑋倫的小房間，名為蛋蛋妙居。2月9日，生前家人和演藝圈的許多好友幫瑋倫舉辦「許瑋倫2007光芒音樂會」，發表許瑋倫生前試音的三首歌曲《光芒》、《大男人主義》及《好眼淚壞眼淚》，及播放她生前的戲劇、音樂影片、廣告及綜藝節目等演出剪輯。華岡藝校也在音樂會上頒發了「傑出校友」給許瑋倫，由瑋倫的公司經紀人孫復華女士代領。最後演藝圈瑋倫的好友們演唱了黃韻玲特別譜寫的歌曲《天使的翅膀》，幫瑋倫完成生前開個人演唱會的夢想。

## 紀念
- 瑋倫在演藝圈的許多好友幫她完成夢想，辦了一場電視音樂會，名為許瑋倫2007光芒音樂會。旨意在發表瑋倫生前已配唱好的三首歌曲《光芒》、《大男人主義》、《好眼淚壞眼淚》，同時播放她生前的戲劇、MV、廣告、綜藝節目演出畫面，最後由許瑋倫的弟弟志瑋與好友楊丞琳、賀軍翔、陳宇凡、霍建華、林韋君、林依晨、王心凌、黄嘉千、鄭元暢等人合唱黄韻玲特别譜寫的歌曲《天使的翅膀》，爲她完成生前開個人演唱會的夢想，相關的影片完整檔也保存在YouTube。

- 許瑋倫與128：瑋倫生前的個人著作《蛋蛋日記》第128頁寫「我都會跟我的好朋友說：如果有一天我先離開了，你們要輪流來看我，陪我聊天，唱歌給我聽，告訴我你們過得好不好。我可以變成你們的小天使，保護著你們。你們總是淡淡一笑，然後我就被罵了。」另外，許瑋倫助理家的門牌號碼是128號，瑋倫1月28日逝世、時年28歲，2月8日家祭後火化。

- 楊丞琳於2010年新加坡演唱會中以哈林的歌曲《想念你》回憶許瑋倫，演唱當中不斷哽咽表示「非常想念這位朋友」。

- 每年的11月13日，瑋倫生日當天，前男友李威、親友、歌迷及演藝圈同事（楊丞琳、林依晨、張韶涵等人）會到新北市萬里區蛋蛋妙居送花及祭祀瑋倫，或透過社群網站予以悼念。亦有部分作家以其為小說撰寫題材。[14][15][16][17]

## 演藝作品

### 主持
| 拍攝年分 | 電視台    | 節目或單元名稱              | 備註                                       |
| -------- | --------- | --------------------------- | ------------------------------------------ |
| 2005年   | TVBS-G    | 娛樂星聞                    | 和聶雲共同主持                             |
| 2006年   | Yooler TV | 倫陷泰食節目                | 同台尚有「瑋倫時尚生活」、「倫陷法語教室」 |
| 2006年   | 完全娛樂  | 完全不一樣 - 許瑋倫英文教學 |                                            |

### 著作
| 書名                           | 發行日期   | 出版商 | ISBN            |
| ------------------------------ | ---------- | ------ | --------------- |
| 《許瑋倫的蛋蛋日記》           | 2004/07/07 | 時代   | ISBN 9572963716 |
| 《許瑋倫的美麗7堂課》          | 2006/02/27 | 圓神   | ISBN 9861331360 |
| 《許瑋倫的蛋蛋日記》紀念珍藏版 | 2007/02/08 | 蘋果屋 | ISBN 0961383836 |

### 電視劇
| 拍攝年份 | 首播日期   | 播出頻道 | 劇名                  | 首播登場   | 角色           | 性質   | 備註                     |
| -------- | ---------- | -------- | --------------------- | ---------- | -------------- | ------ | ------------------------ |
| 2001年   | 2001/04/12 | 華視     | 《流星花園》          | 2001/07/19 | 阿香           | 客串   |                          |
| 2001年   | 2001/11/02 | 華視     | 《青春6人行》         | 2002/03/22 | 許瑋倫         | 客串   |                          |
| 2001年   | 2002/04/07 | 八大     | 《十八歲的約定》      | 2002/04/07 | 張靜儀（涼子） | 女配角 |                          |
| 2002年   | 2000/07/01 | 華視     | 《麻辣鮮師》 EP 137   | 2003/02/15 | 許瑋瑋         | 客串   |                          |
| 2002年   | 2002/05/23 | 台視     | 《紫色角落》          | 2002/08/22 | 許瑋倫         | 客串   |                          |
| 2002年   | 2002/08/05 | 華視     | 《偷偷愛上你》        | 2002/08/06 | 黎蒨           | 女配角 |                          |
| 2002年   | 2002/11/15 | 中視     | 《天下無雙》          | 2002/11/15 | 吳雙雙         | 女主角 |                          |
| 2003年   | 2003/08/21 | 華視     | 《狂愛龍捲風》        | 2003/09/01 | 馬晶晶         | 女配角 |                          |
| 2003年   | 2003/10/27 | 東森     | 《老婆大人》          | 2003/10/27 | 小可           | 女配角 |                          |
| 2003年   | 2003/11/09 | 台視     | 《戀香》              | 2003/11/23 | 王以恩         | 女配角 |                          |
| 2004年   | 2004/05/05 | 八大     | 《撞球小子》          | 2004/05/05 | 邵芳茵         | 女主角 |                          |
| 2004年   | 2004/08/02 | 東風     | 《安室愛美惠》        | 2004/08/09 | 許瑋倫         | 客串   |                          |
| 2004年   | 2005/01/12 | 公視     | 《住左邊住右邊》第2季 | 2005/02/15 | 郭潤潤（成年） | 客串   | 當我們老的時候（第25集） |
| 2005年   | 2005/03/13 | 中視     | 《雙璧傳說》          | 2005/03/13 | 廖秀菁         | 女主角 |                          |
| 2005年   | 2005/09/26 | TVBS-G   | 《惡男宅急電》        | 2005/09/26 | 蘇蓉蓉         | 女主角 |                          |
| 2006年   | 2007/04/16 | 華視     | 《想飛》              | 2007/04/16 | 程風           | 女主角 |                          |
| 2007年   | 2007/04/13 | 華視     | 《太陽的女兒》        | 2007/04/13 | 尹思嘉         | 女主角 | 由林韋君接演。           |

### 綜藝節目
| 拍攝時間              | 電視台     | 節目或單元名稱                         | 備註                                                             |
| --------------------- | ---------- | -------------------------------------- | ---------------------------------------------------------------- |
| 2002年10月9日         | - -        | H-20通告                               |                                                                  |
| 2002年12月7日         | 中視       | 我猜我猜我猜猜猜                       | 來賓：祝釩剛、康康、黄湘怡、徐婕兒                               |
| 2003年1月14日         | 東森綜合台 | 地下情較OK                             | 許瑋倫及李威                                                     |
| 2003年2月13日         | 中視       | 非常男女                               | 來賓：劉至翰、锺欣凌、溫兆宇、田麗、陳爲民                       |
| 2003年2月15日         | 中視       | 我猜我猜我猜猜猜                       | 來賓：林韋君、吳奇隆、蕭瀟、阿弟仔                               |
| 2003年3月9日          | 中視       | 周日八點黨之食字路口                   | 來賓：蕭瀟、楊謹華（走訪屏東）                                   |
| 2003年3月11日         | 中視       | 無敵哇哇哇                             | （許瑋倫、張天霖）                                               |
| 2003年3月22日         | 中視       | 綜藝大哥大                             | 瑋倫大秀音樂才藝，表演鋼琴和豎琴                                 |
| 2003年4月5日          | 華視       | TV三賤客                               |                                                                  |
| 2003年4月6日          | 中視       | 周日八點黨之食字路口                   | 來賓：賀一航、丁文琪（走訪日月潭）                               |
| 2003年4月19日         | 中視       | 我猜我猜我猜猜猜                       | 來賓：Machi、NONO、夏雨喬、胡晴雯                                |
| 2003年7月12日         | 中視       | 我猜我猜我猜猜猜                       | 來賓：小龍女、孔令奇、夏老師、NONO                               |
| 2003年8月23日         | 中視       | 我猜我猜我猜猜猜                       | 來賓：紀文蕙、楊謹華、包小柏、辦桌二人組                         |
| 2003年9月7日          | 中視       | 周日八點黨之食字路口                   | 來賓：莫文蔚、孔令奇（走訪台東）《上集》                         |
| 2003年9月7日          | 華視       | 快樂星期天-快樂比一比                  |                                                                  |
| 2003年9月14日         | 中視       | 周日八點黨之食字路口                   | 來賓：莫文蔚、孔令奇（走訪台東）《下集》（瑋倫在餐廳彈三角鋼琴） |
| 2003年10月19日        | 華視       | 快樂星期天-快樂比一比                  | 來賓：鍾欣怡、黄嘉千、徐乃麟、庹宗康                             |
| 2003年10月26日        | 華視       | 快樂星期天-快樂比一比                  | 來賓：郭子乾、錦雯、劉真、黄維德、薛志正、T-Rush                 |
| 2003年10月31日        | 中視       | 全能美食秀                             | 來賓：洪都拉斯、姚元浩、徐乃麟（主要介紹香港餐點）               |
| 2003年11月2日         | 華視       | 快樂星期天-快樂比一比                  | 來賓：B.A.D、彭于晏、白雲、和家馨、柯以柔                        |
| 2003年12月21日        | 中視       | 周日八點黨之食字路口                   | 來賓：阿杜、陳嘉唯（走訪金門）                                   |
| 2004年4月4日～11日    | 中視       | 周日八點黨之食字路口                   | 來賓：曾寶儀、安雅（走訪澳門）                                   |
| 2004年4月20日         | 東森綜合台 | 開運鑑定團（ep.777）                   | 唐立淇主持                                                       |
| 2004年5月13日         | 中天綜合台 | 康熙來了（ep.2-25）                    | 來賓：鄭元暢、陳宇凡                                             |
| 2004年7月14日         | 東森綜合台 | 開運鑑定團（ep.837）                   | 唐立淇主持                                                       |
| 2004年7月18日         | 中視       | 周日八點黨之食字路口                   | 來賓：林依晨、張睿家、賀軍翔、莎莎公主（走訪台北）               |
| 2004年8月2日          | 華視       | 快樂星期天-快樂獅子會                  | 來賓：許志瑋（註：瑋倫的胞弟）、楊丞琳、郭世倫、林依晨、鄭元暢   |
| 2004年10月10日        | 中視       | 周日八點黨之食字路口                   | 來賓：梁靜茹、和家馨、卓文萱（走訪高雄）                         |
| 2005年1月23日         | 中視       | 周日八點黨之食字路口                   | 來賓：蔡健雅、霍建華、卓文萱（走訪苗栗）                         |
| 2005年2月20日         | 東森綜合台 | 開運鑑定團（ep.995）                   | 唐立淇主持、來賓張天霖                                           |
| 2005年3月19日         | 中視       | 我猜我猜我猜猜猜（超SEXY!! E級棒美女） | 來賓：陳德烈、張天霖、郭婷婷、夾子電動大樂隊                     |
| 2005年9月25日~10月2日 | 中視       | 周日八點黨之食字路口                   | 來賓：柯叔元、賀軍翔、梁靜茹(走訪台南)                           |
| 2005年12月13日        | 東森綜合台 | 開運鑑定團（ep.1206）                  | 唐立淇主持                                                       |
| 2006年3月5日          | 中視       | 周日八點黨之食字路口                   | 來賓：林立雯、紀文蕙、陳浩民（走訪國立台中技術學院）             |
| 2007年1月25日         | 台視       | 蓋酷の兵團（橘色日式涮涮屋）           | 來賓或拍檔：白雲、白吉勝、鐘昀呈、呂如中、黃鴻升                 |

### 電視廣告
| 首播年度 | 拍攝公司 | 名稱／產品        |
| -------- | -------- | ----------------- |
| 2001年   | 7-11     | 花東春之賞        |
| 2001年   | 花王     | 歌婷臉部保養品    |
| 2001年   | 7-11     | 離島夏之旅        |
| 2001年   | 7-11     | 集集秋之戀        |
| 2001年   | 曼秀雷敦 | Lip Ice淡彩護唇膏 |
| 2001年   | 屈臣氏   | 女子必修課程      |
| 2001年   | 中華電信 | 搭錯線篇          |
| 2001年   | 統一     | 曼仕德咖啡        |
| 2001年   | 光泉     | 茉莉蜜茶          |
| 2001年   | 光泉     | 有氧機能水        |
| 2002年   | 好來化工 | 黑人亮白牙膏      |
| 2004年   | 花王     | 蜜妮深層卸妝棉    |
| 2005年   | FANCL    | 淨化卸妝油        |

### 專輯
| 專輯名稱   | 發行日期  | 發行公司   | 曲目                                                                               |
| ---------- | --------- | ---------- | ---------------------------------------------------------------------------------- |
| 《許瑋倫》 | 2007年1月 | 希維亞娛樂 | 曲目 1. Freedom(with曹格) 2. Freedom(獨唱版) 3. 好眼淚壞眼淚 4. 光芒 5. 大男人主義 |

### 音樂MV
| 拍攝年度 | 歌手   | 歌曲             |
| -------- | ------ | ---------------- |
| 2000年   | 王登雄 | 《無聲的批信》   |
| 2000年   | 韓寶儀 | 《含淚玫瑰》     |
| 2000年   | 江美琪 | 《寂寞飛行》     |
| 2001年   | 五月天 | 《好不好》       |
| 2001年   | 吳宗憲 | 《陌生人誰愛我》 |
| 2001年   | 陳奕迅 | 《K歌之王》      |
| 2001年   | 謝霆鋒 | 《慌》           |
| 2001年   | 王力宏 | 《安全感》       |
| 2001年   | 品冠   | 《疼你的責任》   |
| 2002年   | 鄭秀文 | 《捨得》         |

### 電影
| 年度   | 中文名稱             | 英文名稱              | 性質     | 備註 |
| ------ | -------------------- | --------------------- | -------- | ---- |
| 2003年 | 《向左走．向右走》   | Turn Left, Turn Right | 客串演出 |      |
| 2005年 | 《二千三百萬種死法》 | Slap The Monkey       | 女主角   |      |
| 2005年 | 《鴿戰總動員》       | Valiant               | 配音     |      |

### 鋼琴演奏曲
- 2003年11月 〈無私的默契〉：收錄於《戀香電視原聲帶》內，由許瑋倫作曲及演奏。
- 2004年5月〈快樂女孩〉：收錄於《撞球小子電視原聲帶》插曲紀念演奏版
- 2004年5月〈Freedom鋼琴演奏版〉：收錄於《撞球小子電視原聲帶》插曲紀念演奏版

#### 戶外演唱
- 2006年1月14日，在好友王心凌於台南的戶外演唱會（AZ-O），合跳王心凌的愛你，獨唱梁靜茹的無條件為你。

## 個人演唱會
- 2005年10月：新竹市中華大學
- 2006年1月：屏東縣國立屏東科技大學

## 唱片
- 2003年11月 〈無私的默契〉：收錄於《戀香電視原聲帶》內，由許瑋倫作曲及演奏。
- 2004年5月 〈Freedom〉：收錄於《撞球小子電視原聲帶》內，由許瑋倫與曹格合唱。
- 2007年 『K歌情人雅座』--『Freedom』，天若有情天亦老。
- 灰姑娘的鞋（收錄在2003年1月李威《迷彩》專輯）由許瑋倫所作詞

## 單曲
- 2007年2月 《光芒》：發表於「許瑋倫2007光芒音樂會」原唱：許瑋倫，詞曲：陳乃榮。
- 2007年2月 《大男人主義》：發表於「許瑋倫2007光芒音樂會」原唱：許瑋倫。
- 2007年2月 《好眼淚壞眼淚》：發表於「許瑋倫2007光芒音樂會」原唱：徐若瑄。
- 2006年 《Freedom（獨唱版）》：收錄於「許瑋倫的蛋蛋日記（紀念珍藏版）」，原唱：許瑋倫
- 2006年1月 《無條件為你》：發表於「王心凌Cyndi閃耀2006演唱會」，原唱：梁靜茹。
- 2006年1月 《愛你》：發表於「王心凌Cyndi閃耀2006演唱會」，由許瑋倫王心凌合唱。
- 2006年 《我是幸福的》：發表於「交大校園演唱會」，原唱：梁靜茹。

## 獎譽
| 年份   | 獲提名         | 獎項                       | 結果 |
| ------ | -------------- | -------------------------- | ---- |
| 2002年 | 《18歲的約定》 | 第37屆金鐘獎連續劇女配角獎 | 提名 |

## 外部連結
- 瑋美絕倫－許瑋倫官方網站
- 許瑋倫在互联网电影资料库（IMDb）上的資料（英文）
- 許瑋倫在香港影庫上的簡介
- 許瑋倫在豆瓣上的资料（简体中文）
- 許瑋倫在时光网上的簡介（简体中文）
- 在Find a Grave上的許瑋倫